# Шишкин, Владимир Игоревич
Влади́мир И́горевич Ши́шкин (род. 26 июля 1991, пос. Степное, Саратовская область, Россия) — российский боксёр-профессионал, выступающий во второй средней и в полутяжёлой весовых категориях. Мастер спорта России международного класса, обладатель Кубка мира по боксу среди нефтяных стран (2018), бронзовый призёр чемпионата России (2012), многократный победитель и призёр международных и национальных турниров в любителях. Среди профессионалов бывший чемпион по версии WBA Continental (2018—2019) и временный чемпиона по версии WBA Asia (2018) во 2-м среднем весе.
Лучшая позиция по рейтингу BoxRec — 6-я (февраль 2023) и являлся 1-м среди российских боксёров суперсредней весовой категории, а в рейтингах основных международных боксёрских организаций его лучшая позиция: 2-й в рейтинге IBF, 6-й в рейтинге WBC, 12-й в рейтинге WBA, и 15-й в рейтинге WBO, — входя в ТОП-10 лучших боксёров суперсреднего веса всей планеты.

## Биография
Владимир Шишкин родился 26 июля 1991 года в посёлке Степное Саратовской области. Выпускник Российского государственного университета физической культуры, спорта и туризма.

## Любительская карьера
Первым тренером у Владимира был Александр Исмаилов, у которого свою спортивную карьеру также начинал Артём Чеботарёв.За молниеносную реакцию в тренировочном зале юному спортсмену дали кличку «Рой Джонс из Степного». Затем в любителях и в начале профессиональной карьеры он тренировался у известного наставника Алексея Галеева.

### 2012—2018 годы
В августе 2012 года, в Новосибирске он стал серебряным призёром чемпионата России среди юниоров (до 22 лет) в весе до 81 кг, где он в полуфинале по очкам (16:6) победил Вячеслава Барсукова, но в финале по очкам (12:17) проиграл Павлу Силягину. А в ноябре 2012 года уже стал бронзовым призёром чемпионата России в Сыктывкаре, в весе до 81 кг. Где он в первом раунде соревнований по очкам победил Александра Хотянцева, в 1/8 финала победил Сослана Асбарова, в четвертьфинале победил Ивана Шашко, но в полуфинале проиграл Никите Иванову, — который в итоге стал серебряным призёром этого чемпионата России.
В ноябре 2013 года участвовал в чемпионате России в Хабаровске, в весе до 81 кг. Где он в первом раунде соревнований по очкам победил Эдуарда Абдрахманова, в 1/8 финала по очкам победил Ровшана Ягубзаде, но в четвертьфинале по очкам проиграл Эдуарду Якушеву, — который в итоге стал серебряным призёром этого чемпионата России.
В августе 2014 года участвовал в чемпионате России в Ростове-на-Дону, в весе до 81 кг. Где он в первом раунде соревнований по очкам победил Хаджимурада Хасаханова, в 1/8 финала по очкам победил Тагира Пирдамова, но в четвертьфинале по очкам проиграл Павлу Силягину, — который в итоге стал бронзовым призёром этого чемпионата России.
В ноябре 2015 года участвовал в чемпионате России в Самаре, в весе до 81 кг. Где он в первом раунде соревнований по очкам победил Эдуарда Абдрахманова, в 1/8 финала по очкам победил Никиту Исимбекова, но в четвертьфинале по очкам проиграл Тимуру Пирдамову, — который в итоге стал бронзовым призёром этого чемпионата России.
В ноябре 2017 года вновь участвовал в чемпионате России городе Грозный, в весе до 81 кг. Где он в первом раунде соревнований по очкам победил Адама Амирова, в 1/8 финала по очкам победил Андрея Молоканова, но в четвертьфинале, в конкурентном бою, раздельным решением судей проиграл Имаму Хатаеву, — который в итоге стал серебряным призёром этого чемпиона России.
В декабре 2018 года стал обладателем Кубка мира по боксу среди нефтяных стран в Ханты-Мансийске в весе до 81 кг, в финале единогласным решением судей победив француза Гаэтана Нтамбве.

## Профессиональная карьера
Профессиональную карьеру боксёра Владимир Шишкин начал в июле 2016 года, сразу в первом бою победив техническим нокаутом в 4-м раунде опытного латвийца Андрея Логинова (17-42-2).

#### Завоевание титула чемпиона WBА Asia
30 мая 2018 года на Зимнем стадионе Санкт-Петербурга состоялся первый титульный бой Владимира Шишкина с опытным белорусом Сергеем Хомицким (31-15-3), которого Владимир Шишкин победил техническим нокаутом в 7-м раунде и завоевал титул временного чемпиона по версии WBA Asia во втором среднем весе.

#### Завоевание титула чемпиона WBA Continental
21 июля 2018 года в спорткомплексе «Олимпийский» (Москва) в андеркарте боя «Александр Усик vs. Мурат Гассиев» по предварительному плану Владимир Шишкин должен был сражаться за титул с непобеждённым россиянином Андреем Сироткиным (15-0, 4 КО), но Сироткин за две недели до боя получил травму и на бой не вышел. В результате на коротком уведомлении Шишкину противостоял опытный россиянин Гасан Гасанов (15-6-1, 12 KO) (чаще всего выступающий в полутяжёлом весе — до 79,38 кг), которого Шишкин досрочно победил нокаутом в 5-м раунде, показав по некоторым отзывам лучший бой вечера и завоевав пояс чемпиона по версии WBA Continental во втором среднем весе.

### Бой за звание чемпиона IBF
Летом 2024 года абсолютный чемпион мира во втором среднем весе Сауль «Канело» Альварес не стал защищать принадлежащий ему титул IBF против обязательного претендента кубинца Уильяма Скалла и оставил пояс. IBF постановила, что Шишкин, занимающий второе место в рейтинге и первый номер Уильям Скалл сразятся за полноценный вакантный пояс. Бой прошел в Фалькензе, Германии 19 октября 2024 года. Начало боя из первых двух раундов осталось за кубинцем который хорошо работал на ногах и контролировал джебом дистанцию. С третьего раунда более крупный и ударный Шишкин выровнял бой и даже вышел вперёд за счет прессинга, активности и работы по корпусу кубинца. Вторую половину боя оба боксера устали, зрелищность упала, а бойцы стали часто клинчевать и бороться у канатов. В таком боксе сложно было определить победителя. 11 раунд взял Скалл за счет финальной атаки, россиянин ответил победным 12-м раундом. Счёт судей: 116—113, 116—112 и 115—113 в пользу кубинца и чемпионский пояс IBF уходит ему.

## Статистика профессиональных боёв
В таблице перечислены результаты всех поединков боксёров.
В каждой строке указан результат поединка. Дополнительно номер поединка обозначен цветом, который обозначает итог поединка. Расшифровка обозначений и цветов представлена в нижеследующей таблице.
| Пример | Расшифровка                     |
| ------ | ------------------------------- |
|        | Победа                          |
|        | Ничья                           |
|        | Поражение                       |
|        | Планируемый поединок            |
|        | Поединок признан несостоявшимся |
| КО     | Нокаут                          |
| ТКО    | Технический нокаут              |
| PTS    | Решение судей (по очкам)        |
| UD     | Единогласное решение судей      |
| MD     | Решение большинства судей       |
| SD     | Раздельное решение судей        |
| RTD    | Отказ от продолжения боя        |
| DQ     | Дисквалификация                 |
| NC     | Поединок признан несостоявшимся |

| 17 поединков, 16 побед (10 нокаутом), 1 поражение. | 17 поединков, 16 побед (10 нокаутом), 1 поражение. | 17 поединков, 16 побед (10 нокаутом), 1 поражение. | 17 поединков, 16 побед (10 нокаутом), 1 поражение. | 17 поединков, 16 побед (10 нокаутом), 1 поражение.         | 17 поединков, 16 побед (10 нокаутом), 1 поражение. | 17 поединков, 16 побед (10 нокаутом), 1 поражение.                                                             |
| Бой                                                | Рекорд                                             | Дата боя                                           | Соперник                                           | Место проведения боя                                       | Результат                                          | Примечание |
| -------------------------------------------------- | -------------------------------------------------- | -------------------------------------------------- | -------------------------------------------------- | ---------------------------------------------------------- | -------------------------------------------------- | --- |
| 17                                                 | 16-1                                               | 19 октября 2024                                    | Уильям Скалл (22-0)                                | Stadthalle, Фалькензе, Германия                            | UD 12                                              | Бой за вакантный титул чемпиона мира по версии IBF во 2-м среднем весе. Счёт судей: 113-116, 112-116, 113-115. |
| 16                                                 | 16-0                                               | 27 марта 2024                                      | Майк Гай (12-7-1)                                  | Wayne State Fieldhouse, Детройт, Мичиган США               | TKO 7 (10), 2:14                                   | |
| 15                                                 | 15-0                                               | 29 сентября 2023                                   | Рамон Айяла (25-8-1)                               | Miccosukee Indian Gaming Resort, Майами, Флорида, США      | KO 2 (8), 1:40                                     | |
| 14                                                 | 14-0                                               | 17 декабря 2022                                    | Хосе Ускатеги (32-4)                               | Cosmopolitan of Las Vegas, Лас-Вегас, Невада, США          | UD 12                                              | Счёт: 115-113 и 117-111 (дважды).                                                                              |
| 13                                                 | 13-0                                               | 5 марта 2022                                       | Джейсон Минда (14-6-1)                             | Ford Community Center, Дирборн, Мичиган, США               | TKO 6 (8), 1:38                                    | |
| 12                                                 | 12-0                                               | 17 февраля 2021                                    | Сена Агбеко (23-1)                                 | Казино Мохеган-сан, Анкасвилл, Коннектикут, США            | UD 10                                              | Счёт: 98-92 и 100-90 (дважды).                                                                                 |
| 11                                                 | 11-0                                               | 20 августа 2020                                    | Оскар Риохас (21-13-1)                             | Kronk Gym, Детройт, Мичиган, США                           | TKO 9 (10), 0:48                                   | |
| 10                                                 | 10-0                                               | 17 января 2020                                     | Улисес Сьерра (15-0-2)                             | WinnaVegas Casino Resort, Слоун, Айова, США                | UD 10                                              | Счёт: 100-90 и 99-91 (дважды).                                                                                 |
| 9                                                  | 9-0                                                | 23 августа 2019                                    | ДеАндре Уэр (13-1-2)                               | Central Park Community Center, Брокен-Арроу, Оклахома, США | TKO 8 (10), 2:40                                   | |
| 8                                                  | 8-0                                                | 13 октября 2018                                    | Наджиб Мохаммеди (40-6)                            | Екатеринбург-Экспо, Екатеринбург, Россия                   | TKO 10 (12), 1:49                                  | Защитил титул чемпиона по версии WBA Continental во втором среднем весе, 1-я защита Шишкина.                   |
| 7                                                  | 7-0                                                | 21 июля 2018                                       | Гасан Гасанов (15-6-1)                             | СК «Олимпийский», Москва, Россия                           | KO 5 (10), 0:24                                    | Завоевал вакантный титул чемпиона по версии WBA Continental во втором среднем весе.                            |
| 6                                                  | 6-0                                                | 30 мая 2018                                        | Сергей Хомицкий (31-15-3)                          | «Зимний стадион», Санкт-Петербург, Россия                  | TKO 7 (10), 0:59                                   | Завоевал титул временного чемпиона по версии WBA Asia во втором среднем весе.                                  |
| 5                                                  | 5-0                                                | 21 декабря 2017                                    | Константин Питернов (21-14)                        | УСК «Крылья Советов», Москва, Россия                       | UD 6                                               | Счёт: 60-54 (трижды).                                                                                          |
| 4                                                  | 4-0                                                | 22 июля 2017                                       | Марк Чимидов (3-3-2)                               | Красная площадь, Москва, Россия                            | UD 8                                               | Счёт: 77-75, 79-73, 78-75.                                                                                     |
| 3                                                  | 3-0                                                | 4 февраля 2017                                     | Аттила Корос (13-8-1)                              | ДС «Динамо» в Крылатском, Москва, Россия                   | TKO 3 (6), 1:20                                    | |
| 2                                                  | 2-0                                                | 16 августа 2016                                    | Карен Аветисян (9-13-2)                            | Корстон Клуб, Москва, Россия                               | UD 6                                               | Счёт: 60-54 и 60-55 (дважды).                                                                                  |
| 1                                                  | 1-0                                                | 31 июля 2016                                       | Андрей Логинов (17-42-2)                           | Арена Рига, Рига, Латвия                                   | TKO 4 (4), 0:39                                    | Профессиональный дебют.                                                                                        |
| Бой                                                | Рекорд                                             | Дата боя                                           | Соперник                                           | Место проведения боя                                       | Результат                                          | Примечание |